# Dorfkirche Seehausen (Oberuckersee)

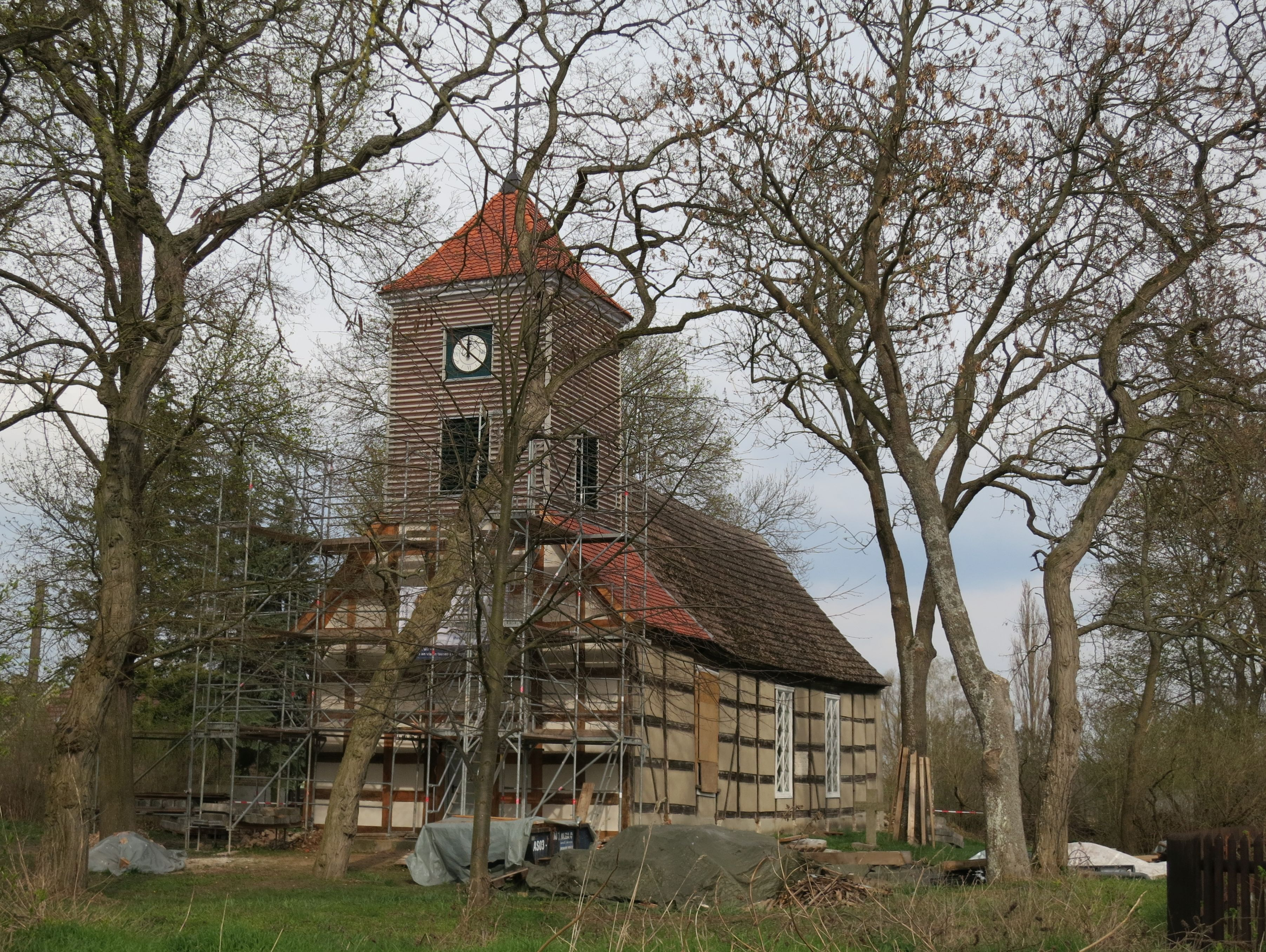
Dorfkirche Seehausen

Die evangelische Dorfkirche Seehausen ist eine Fachwerkkirche in Seehausen, einem Ortsteil der Gemeinde Oberuckersee im Landkreis Uckermark im Land Brandenburg. Die Kirchengemeinde gehört zum Kirchenkreis Uckermark der Evangelischen Kirche Berlin-Brandenburg-schlesische Oberlausitz.

## Lage
Die Dorfstraße führt von Norden in südlicher Richtung durch den Ort. Die Kirche steht im historischen Ortskern östlich der Straße auf einem Grundstück, das mit einem Zaun eingefriedet ist.

## Geschichte
Das Bauwerk entstand im Jahr 1753. Allerdings muss es einen Vorgängerbau gegeben haben, denn Seehausen war bereits seit dem 13. Jahrhunderts der Sitz eines Klosters der Zisterzienser. Teile der Kirchenausstattung stammen aus diesem (oder einem anderen) Vorgängerbau. In den 1960er Jahren wurde das Gefach mit einem Zementputz versehen, der in den folgenden Jahrzehnten zu erheblichen Bauschäden führte. Das Dach war zu dieser Zeit mit Betonsteinen gedeckt, die porös geworden waren. Zum Beginn des 21. Jahrhunderts war die Kirche in einem ausgesprochen schlechten Bauzustand. So hatte beispielsweise der Putz zu erheblichen Feuchtigkeitsschäden am Fachwerk geführt. Die Sanierung der Gebäudehülle kostete rund 500.000 Euro. Im Jahr 2020 konnte auch die Renovierung des Innenraums erfolgreich abgeschlossen werden.

## Baubeschreibung

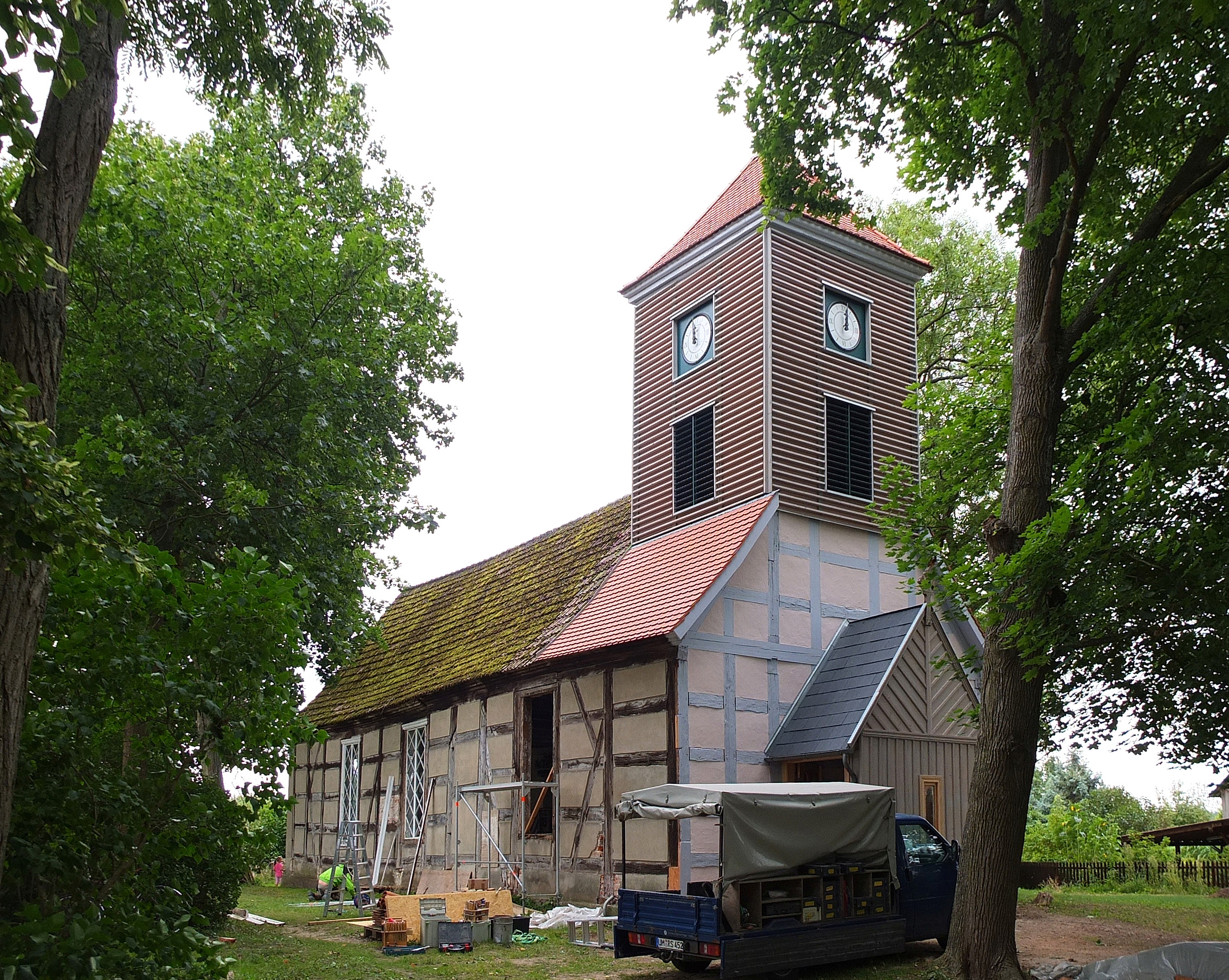
Ansicht von Nordwesten während der Sanierung

Das Bauwerk entstand im Wesentlichen aus hölzernem Fachwerk, das Gefach besteht aus Mauersteinen. Der Chor ist gerade und nicht eingezogen. Das Kirchenschiff hat einen rechteckigen Grundriss. An der Nord- und Südseite sind je drei hochrechteckige Fenster. Der Zugang zum Sakralbau erfolgt über einen kleinen Anbau, der sich an der Westseite befindet. Dort ist im Norden ein kleines Portal. Oberhalb des Satteldachs erhebt sich ein verbretterter Turmhelm. Dort sind im unteren Bereich an jeder Seite je eine hochrechteckige Klangarkade, darüber eine Turmuhr. Darauf sitzt ein schlichtes Pyramidendach mit Kreuz.

## Ausstattung
Das Altarretabel aus dem ersten Viertel des 17. Jahrhunderts besteht aus einen dreiteiligen Aufsatz, der mit reichhaltigem Renaissanceschmuck verziert ist. Er stammt vermutlich aus dem Vorgängerbau. In der Predella ist das Abendmahl Jesu zu sehen, seitlich flankiert von Petrus und Paulus. Das Altarblatt zeigt ein Relief der Kreuzigung Christi, seitlich flankiert von Skulpturen, die den Heiligen Jakobus und eine weibliche Heilige darstellen. Im  Altarauszug ist der segnende Christus zu sehen. Der hölzerne Kanzelkorb entstand ausweislich einer Inschrift im Jahr 1619. Seine Brüstungsfelder sind mit den vier Evangelisten auf Voluten zwischen betenden Engeln verziert; die Ecken mit Säulchen. Oberhalb ist ein Schalldeckel, der reichhaltig mit Rankenwerk und musizierenden Engeln verziert ist. Darin steht, ein wenig versteckt, eine hölzerne Mondsichelmadonna aus der Zeit um 1500. Eine oktogonale Fünte aus Tonguss stammt aus der zweiten Hälfte des 19. Jahrhunderts. Im Kirchenschiff hängt ein Messingkronleuchter aus dem Jahr 1715.

## Orgel
Die Orgel schuf Albert Kienscherf im Jahr 1906 unter Verwendung von älterem Material, insbesondere des Orgelgehäuses, das Friedrich Wilhelm Kaltschmidt im Jahr 1856 erbaute. Ihre Disposition wurde im Jahr 1982 von Ulrich Fahlberg geändert. Das Instrument hat eine pneumatische Traktur und Kegelladen. Es besitzt acht Register auf einem Manual und Pedal.

### Disposition von 1906
| Manual C–f3         |    |
| Principal           | 8′ |
| Salicional          | 8′ |
| Bordun              | 8′ |
| Harmonieflöte       | 8′ |
| Octav               | 4′ |
| Progressio 1-3 fach |    |

| Pedal C–d1  |     |
| Subbaß      | 16′ |
| Violoncello | 8′  |

- Koppeln: I/P
- Spielhilfen: 2 feste Kombinationen (mf, tutti)

### Disposition seit 1982
| Manual C–f3 |       |        |
| Principal   | 8′    | (1906) |
| Bordun      | 8′    | (1906) |
| Octav       | 4′    | (1906) |
| Holzflöte   | 4′    | (1982) |
| Octave      | 2′    | (1982) |
| Quinte      | 1 ⁄3′ | (1982) |

| Pedal C–d1  |     |        |
| Subbaß      | 16′ | (1906) |
| Violoncello | 8′  | (1906) |

- Koppeln: I/P
- Spielhilfen: 2 feste Kombinationen (mf, tutti)